# Пустыня (Смоленская область)
Пустыня — деревня в Смоленской области России, в Сафоновском районе. Население — 15 жителей (2007 год). Расположена в центральной части области в 17 км к востоку от города Сафонова, у автодороги М1 «Беларусь». В 4,5 км к юго-восточнее от деревни железнодорожная станция Митино на линии Москва — Минск. Входит в состав Прудковского сельского поселения.

## История
В годы Великой Отечественной войны деревня была оккупирована гитлеровскими войсками в сентябре 1941 года, освобождена в 1943 году.